# Georgy Voronoy
Georgy Feodosevich Voronoy (em russo:  Георгий Феодосьевич Вороной; Zhuravki, distrito de Pyriatin, Poltava, 28 de abril de 1868 — Zhuravki, 20 de novembro de 1908) foi um matemático russo nascido na Ucrânia.
Voronoy estudou na Universidade de São Petersburgo a partir de 1889. Concluiu o mestrado em 1894, com a dissertação About integral algebraic numbers depending from the roots of an equation of third degree, e o doutorado em 1896, com a tese On a generalization of the algorithm of continued fractions.
A partir de 1894 foi professor da Universidade de Varsóvia.

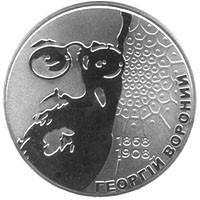
Moeda de duas grívnias, comemorativa ao centenário de morte de Voronoy

O diagrama de Voronoy é assim denominado em sua lembrança.
Foi palestrante convidado do Congresso Internacional de Matemáticos em Heidelberg (1904: Sur une propriété du discriminant des fonctions entières e Sur le développement, à l'aide des fonctions cylindriques, des sommes doubles {\displaystyle \sum f(pm^{2}+2qmn+rn^{2})}, où {\displaystyle pm^{2}+2qmn+rn^{2}} est une forme positive à coefficients entiers).

## Obras
- Über die Bernoullischen Zahlen (russ.). Commun. Charkov Math. Soc. 2 (1889) p. 129–148
- Eine Verallgemeinerung des Kettenbruch-Algorithmus (russ.). Warschauer Universitätsverlag, Varsóvia 1896
- Sur un problème du calcul des fonctions asymptotiques. J. Reine Angew. Math. 126 (1903), p. 241–282
- Sur une fonction transcendante et ses applications à la sommation de quelques séries. Ann. Sci. de l'Éc. Norm. Sup. 21 (1904), p. 207–267, 459–533
- Nouvelles applications des paramètres continus à la théorie des formes quadratiques I. Sur quelques propriétés des formes quadratiques positives parfaites. J. Reine angew. Math. 133 (1907), p. 97–178
- Nouvelles applications des paramètres continus à la théorie des formes quadratiques II. Recherches sur les paralléloèdres primitifs. J. Reine Angew. Math. 134 (1908), p. 198–287
- Domaines de formes quadratiques correspondant aux différents types de paralléloèdres primitifs. J. Reine Angew. Math. 136 (1909), p. 67–181
- I. M. Winogradow et al. (Eds.): Gesammelte Werke in drei Bänden (russ.). Verlag der Akademie der Wiss. der Ukrain. SSR, Kiew 1952/53